# Gretchen (nome)
Gretchen (pronúncia em alemão: [ˈɡʀeːtçən]; pronúncia em português:/ˈɡrɛtʃən/; tradução literal: pequena Grete ou pequena Greta) é um nome próprio feminino de origem alemã, prevalente principalmente nos Estados Unidos.
Sua popularidade aumentou porque um personagem importante em Fausto de Goethe (1808) tem esse nome. Em alemão, a Gretchenfrage (pergunta de Gretchen), derivada de Fausto, é uma expressão idiomática para uma pergunta direta que visa ao cerne de um problema e que deve revelar as intenções e a mentalidade do questionado. A pergunta geralmente é inconveniente para o questionado, pois ele ou ela confessará algo crucial sobre o qual tinha sido, intencionalmente ou não, vago antes.
Em países de língua alemã, Gretchen não é um nome comum autônomo, mas sim uma forma diminutiva coloquial de Grete (Greta), que em si é uma forma abreviada de Margarete. Caiu em desuso quando a popularidade dos dois últimos nomes diminuiu no século XX. 

## Pessoas
- Gretchen (nascida em 1959), cantora brasileira
- Gretchen Abaniel (nascida em 1985), boxeadora profissional filipina
- Gretchen Albrecht (nascida em 1943), pintora da Nova Zelândia
- Gretchen Barretto (nascida em 1970), atriz filipina
- Gretchen Bleiler (nascida em 1981), snowboarder profissional de halfpipe
- Gretchen J. Berg (nascida em 1971), uma escritora / produtora de TV americana
- Gretchen Brewin (século 21), política canadense
- Gretchen Carlson (nascida em 1966), ex-Miss América e atual apresentadora de TV
- Gretchen Corbett (nascida em 1947), atriz americana
- Gretchen Cryer (nascida em 1935), escritora, atriz e letrista americana
- Gretchen Driskell (nascida em 1958), política americana, ex-membro da Câmara dos Representantes de Michigan e candidata ao 7º distrito congressional de Michigan em 2016 .
- Gretchen Dykstra (século 21), ex-presidente e CEO da Fundação Memorial do World Trade Center
- Gretchen Egolf (nascida em 1973), atriz americana
- Gretchen Franklin (1911–2005), atriz inglesa
- Gretchen Fraser (1919-1994), esquiadora alpina americana
- Gretchen Gierach, epidemiologista americana
- Gretchen Hofmann (século 21), professora da Universidade da Califórnia
- Gretchen Keppel-Aleks (século 21), cientista climática americana
- Gretchen Kirby (século 21), educadora americana
- Gretchen Lieberum (século 21), cantora americana
- Gretchen Magers (nascida em 1964), ex-tenista profissional
- Gretchen Malalad (século 21), medalhista de ouro no karatê dos Jogos do Sudeste Asiático da Filipina
- Gretchen Massey (nascida em 1969), apresentadora de rádio e artista
- Gretchen Merrill (falecida em 1965), patinadora artística americana
- Gretchen Mol (nascida em 1972), atriz americana
- Gretchen Morgenson (nascida em 1956), jornalista ganhadora do Prêmio Pulitzer
- Gretchen Oehler (1943–2001), atriz americana
- Gretchen Osgood Warren (1868-1961), atriz, cantora, poetisa e musa
- Gretchen Parlato (século 21), cantora de jazz americana
- Gretchen Passantino (século 21), apologista cristã
- Gretchen Peters (século 21), cantora country americana
- Gretchen Phillips (nascida em 1963), musicista americana
- Gretchen Polhemus (nascida em 1965), a 38ª Miss EUA
- Gretchen Quintana (nascida em 1984), heptatleta cubano
- Gretchen Rau (1939–2006), mestre imobiliária profissional, decoradora de cenários e diretora de arte
- Gretchen Ritter, administradora acadêmica americana
- Gretchen Rubin (nascida em 1965), escritora e advogada americana
- Gretchen Ulion (nascida em 1972), jogadora americana de hóquei no gelo
- Gretchen Whitmer (nascida em 1971), ex-senadora do estado de Michigan e 49º governadora de Michigan
- Gretchen Wilson (nascida em 1973), cantora e compositora americana de música country americana vencedora do Grammy
- Gretchen Wyler (1932–2007), atriz americana

## Personagens fictícios
- Gretchen, uma personagem fictícia interpretada por Ivonne Mai no filme de 2019 O Último Fausto
- Gretchen, um personagem fictício de Fausto: a primeira parte da tragédia
- Gretchen Morgan, personagem fictícia de Prison Break
- Gretchen Berg, personagem fictícia de Heroes
- Gretchen, um personagem fictício interpretado por Eden Sher em Weeds
- Gretchen Cutler, uma personagem fictícia de You're the Worst
- Gretchen Ross, um personagem fictício de Donnie Darko
- Gretchen Witter, uma personagem fictícia de Dawson's Creek
- Gretchen, um personagem fictício de Phineas e Ferb
- Gretchen Grundler, uma das seis personagens principais de Recess
- Gretchen Schwartz, personagem fictícia interpretada por Jessica Hecht em Breaking Bad
- Gretchen Wieners, uma personagem fictícia interpretada por Lacey Chabert em Mean Girls
- Gretchen, um personagem fictício de Invader Zim
- Gretchen Mannkusser, personagem fictícia de Malcolm in the Middle
- Gretchen, um personagem fictício da música de Donald Fagen: The Goodbye Look, em seu álbum The Nightfly
- Gretchen, uma personagem fictícia de Camp Lazlo
- Gretchen, uma personagem fictícia de Camp Lakebottom
- Gretchen Grimlock, a antagonista em Cryptids Island no jogo online Poptropica .
- Kriemhild Gretchen, a forma de bruxa de Madoka Kaname, um personagem fictício de Puella Magi Madoka Magica
- Gretchen Bodinski, uma personagem fictícia de Suits
- Greedy Gretchen, uma personagem que apareceu em episódios das séries de TV Three's Company e Three's a Crowd
- Gretchen, uma personagem da farsa de George Tabori - adoção do Mein Kampf de Hitler
- Gretchen, uma personagem fictícia de Zombillenium
- Gretchen Klein, uma personagem de The Wilds (série de TV)